# فرانک کلسو
فرانک کلسو (انگلیسی: Frank Kelso; ۱۱ ژوئیهٔ ۱۹۳۳ – ۲۳ ژوئن ۲۰۱۳) ادمیرال نیروی دریایی ایالات متحده آمریکا بود، که در فاصله سال‌های ۱۹۹۰ تا ۱۹۹۴ به‌عنوان بیست و چهارمین فرمانده عملیات نیروی دریایی آمریکا فعالیت می‌کرد.
کپسول فعالیت نظامی را از سال ۱۹۵۶ در نیروی دریایی آمریکا آغاز کرد، از ۱۹۶۹ تا ۱۹۷۰ فرماندهی یواس‌اس فینبک را برعهده داشت، از ۱۹۷۰ تا ۱۹۷۱ فرمانده یواس‌اس بلوفیش بود، از ۱۹۷۷ تا ۱۹۷۸ به‌عنوان فرمانده اسکادران ۷ زیردریایی فعالیت می‌کرد. 
وی از ۱۹۸۴ تا ۱۹۸۵ معاون طرح و برنامه وزیر نیروی دریایی ایالات متحده بود، از ۱۹۸۵ تا ۱۹۸۸ به‌عنوان فرمانده ناوگان ششم ایالات متحده آمریکا فعالیت می‌کرد و از ۱۹۸۸ تا ۱۹۹۰ فرماندهی نیروهای ناوگان ایالات متحده آمریکا را برعهده داشت.